# Adam Cracknell
Adam Cracknell (* 15. Juli 1985 in Prince Albert, Saskatchewan) ist ein kanadischer Eishockeyspieler, der seit September 2024 beim HK Poprad aus der slowakischen Extraliga unter Vertrag steht und dort auf der Position des rechten Flügelstürmers spielt. Zuvor absolvierte Cracknell unter anderem 220 Spiele für die St. Louis Blues, Columbus Blue Jackets, Vancouver Canucks, Edmonton Oilers, Dallas Stars, New York Rangers und Anaheim Ducks in der National Hockey League (NHL).

## Karriere

### Jugend
Adam Cracknell begann bereits im Alter von drei Jahren mit dem Hockeyspielen. Im Alter von 15 zog er mit seiner Familie aus seiner Geburtsstadt Prince Albert in Saskatchewan nach British Columbia. Dort spielte er im Nachwuchsbereich in der Juan de Fuca Minor Hockey Association (Juan de Fuca Grizzlies), einer lokalen Nachwuchsliga, sowie später für die Saanich Junior Braves. Zu Beginn der Saison 2002/03 schloss er sich den Kootenay Ice an und spielte fortan in der Western Hockey League, einer der drei kanadischen Top-Juniorenligen.
Bei den Kootenay Ice wurde er zeitweise von Cory Clouston und Brad Lauer trainiert, die beide als Trainer bzw. Spieler in der NHL aktiv waren. Bereits in seiner zweiten Saison konnte Cracknell mit 61 Punkten aus 72 Spielen auf sich aufmerksam machen und wurde daraufhin beim NHL Entry Draft 2004 in der letzten Runde von den Calgary Flames ausgewählt. Im Anschluss blieb er noch zwei weitere Jahre bei den Kootenay Ice, ehe er in das System der Calgary Flames wechselte und noch zum Ende der Saison 2005/06 sechs Einsätze bei deren AHL-Farmteam, den Omaha Ak-Sar-Ben Knights, absolvierte. In der AHL fand Cracknell allerdings keinen Anschluss, sodass er vorerst an das ECHL-Farmteam, die Las Vegas Wranglers, abgegeben wurde. In seiner zweiten Saison in Las Vegas stand er mit der Mannschaft im Finale um den Kelly Cup, musste sich dort allerdings den Cincinnati Cyclones geschlagen geben. Obwohl er in der folgenden Spielzeit regelmäßig in der AHL zum Einsatz kam, ließen die Calgary Flames seinen Vertrag im Sommer 2009 auslaufen, sodass er sich als Free Agent auf die Suche nach einer neuen Mannschaft begab.

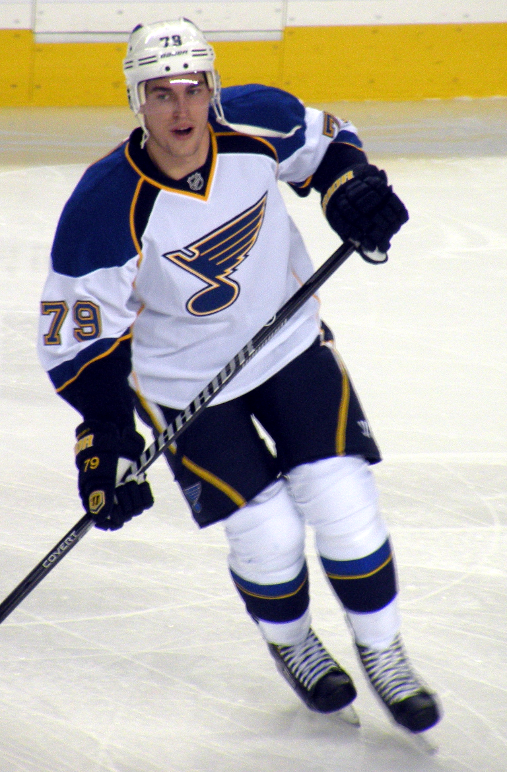
Cracknell im Trikot der St. Louis Blues (2013)

### St. Louis Blues
Im Juli gleichen Jahres nahmen ihn dann die St. Louis Blues unter Vertrag, wobei er vorerst für deren Farmteam, die Peoria Rivermen, in der AHL zum Einsatz kam. In seiner ersten kompletten AHL-Saison kam Cracknell auf 38 Scorerpunkte aus 76 Spielen, sodass er im Laufe der Folgesaison 2010/11 erstmals in den NHL-Kader der Blues berufen wurde und am 15. Dezember 2010 gegen die Detroit Red Wings zu seinem ersten NHL-Einsatz kam. Im März 2011 gelang ihm, ebenfalls gegen die Red Wings, sein erstes NHL-Tor. Nach einer Saison, die er fast ausschließlich in der AHL verbrachte, wechselte er in der Saison 2012/13 häufig zwischen AHL und NHL, wobei er zunehmend Spielzeit in der NHL erhielt und 2013 erstmals an den Play-offs um den Stanley Cup teilnahm. Bei den Blues bildet er im Normalfall gemeinsam mit Chris Porter und Ryan Reaves die vierte Reihe. Diese gilt aufgrund einer ausgeprägten Physis und damit verbundenen Defensivstärke, aber auch aufgrund einer ernstzunehmenden Torgefahr als eine der besten vierten Reihen der Liga und wurde von den Fans mit dem Spitznamen „CPR-Line“ belegt (CPR als Akronym der Familiennamen der drei Spieler sowie als englische Bezeichnung der Herz-Lungen-Wiederbelebung, cardiopulmonary resuscitation).
Nach einer Vertragsverlängerung nach Ende der Saison 2012/13 um ein Jahr verbrachte Cracknell die Spielzeit 2013/14 ebenfalls zu annähernd gleichen Teilen in AHL und NHL. Mit St. Louis schied er in der ersten Runde der Play-offs aus, sodass er noch im April 2014 an die Chicago Wolves, das neue AHL-Farmteam, abgegeben wurde, um dort ebenfalls in den Play-offs zu spielen. Dort scheiterte man im Conference-Halbfinale mit 0:4 an den Toronto Marlies.

### Stete Wechsel
Nachdem sein auslaufender Vertrag nach der Saison 2013/14 bei den Blues nicht verlängert worden war, schloss er sich im Juli 2014 den Los Angeles Kings an und unterschrieb dort einen Einjahresvertrag. Bei den Kings konnte er sich in der Saisonvorbereitung allerdings nicht durchsetzen und wurde auf den Waiver gesetzt. Von diesem verpflichteten ihn die Columbus Blue Jackets im Oktober 2014. Nach einer knappen halben Saison in Columbus kehrte er im Februar 2015 zu den St. Louis Blues zurück und kam dort bis zum Saisonende für die Chicago Wolves zum Einsatz.
Im Anschluss unterzeichnete er als Free Agent einen Einjahresvertrag bei den Vancouver Canucks, bei denen er in der Folge regelmäßig zum Einsatz kam. Im Februar 2016 sollte er allerdings über den Waiver in die AHL geschickt werden, wobei er von den Edmonton Oilers verpflichtet wurde. In Edmonton beendete der Angreifer die Saison mit acht Einsätzen und erhielt in der Folge keinen neuen Vertrag. Im Juli 2016 schloss er sich dann als Free Agent den Dallas Stars an und unterzeichnete dort einen weiteren Einjahresvertrag. Nachdem dieser verlängert worden war, wollten ihn die Stars allerdings im Oktober 2017 ebenfalls über den Waiver in die AHL schicken, wobei der Vertrag des Kanadiers dann von den New York Rangers übernommen wurde. Dort kam er sowohl zu NHL- für New York als auch AHL-Einsätzen für deren Kooperationspartner Hartford Wolf Pack, ehe er Ende November 2017 im Tausch für Peter Holland zu den Rocket de Laval, dem Farmteam der Canadiens de Montréal, transferiert wurde. Anschließend unterzeichnete der Angreifer, abermals als Free Agent, im Juli 2018 einen Vertrag bei den Toronto Maple Leafs. Diese setzten ihn bis Dezember gleichen Jahren bei den Toronto Marlies ein, bevor er im Tausch für Steven Oleksy zu den Anaheim Ducks transferiert wurde.
Im Juli 2019 entschloss sich Cracknell erstmals, Nordamerika zu verlassen und unterzeichnete einen Vertrag bei Kunlun Red Star aus der Kontinentalen Hockey-Liga (KHL). Nach einem Jahr dort kehrte er zu den Edmonton Oilers zurück, die ihn bis zum Beginn der Spielzeit 2020/21 an Esbjerg Energy nach Dänemark verliehen. Anschließend setzten sie ihn bei ihrem Farmteam ein, den Bakersfield Condors, bei denen er im Juni 2021 einen weiterführenden, jedoch auf die AHL beschränkten Vertrag erhielt. Im Sommer 2022 wechselte der Stürmer innerhalb der Liga für ein Jahr zu den Tucson Roadrunners, anschließend schloss er sich im Juli 2023 den Henderson Silver Knights an. Dort verbrachte er ebenso nur eine Spielzeit, da er im September 2024 im HK Poprad aus der slowakischen Extraliga einen neuen Arbeitgeber fand.

### International
Für sein Heimatland nahm Cracknell mit der kanadischen Nationalmannschaft an den Olympischen Winterspielen 2022 in der chinesischen Hauptstadt Peking teil, wo er mit der Mannschaft den sechsten Rang belegte. In fünf Turnierspielen bereitete er dabei ein Tor vor.

## Erfolge und Auszeichnungen
- 2006 WHL West Second All-Star Team
- 2024 Teilnahme am AHL All-Star Classic

## Karrierestatistik
Stand: Ende der Saison 2023/24

### International
Vertrat Kanada bei:
- Olympischen Winterspielen 2022

(Legende zur Spielerstatistik: Sp oder GP = absolvierte Spiele; T oder G = erzielte Tore; V oder A = erzielte Assists; Pkt oder Pts = erzielte Scorerpunkte; SM oder PIM = erhaltene Strafminuten; +/− = Plus/Minus-Bilanz; PP = erzielte Überzahltore; SH = erzielte Unterzahltore; GW = erzielte Siegtore; 1 Play-downs/Relegation; Kursiv: Statistik nicht vollständig)